# Кубок Ізраїлю з футболу 2001—2002
Кубок Ізраїлю з футболу 2001–2002 — 63-й розіграш кубкового футбольного турніру в Ізраїлі. Титул вдруге поспіль здобув Маккабі (Тель-Авів).

## Регламент
Кубкова стадія складається з двох раундів: регіонального та національного, саме з національного раунду (1/16 фіналу) стартують клуби Прем'єр-ліги.

## 1/16 фіналу
| Команда 1                     | Рахунок      | Команда 2                        |
| ----------------------------- | ------------ | -------------------------------- |
| 21 лютого 2002                |              |                                  |
| Маккабі (Нетанья)             | 6:3          | Хапоель Масос Сегев-Шалом (5)    |
| 22 лютого 2002                |              |                                  |
| Хапоель (Єрусалим) (3)        | 3:0          | Хапоель (Хайфа) (2)              |
| Хакоах Маккабі Амідар (2)     | 0:2 дч       | Хапоель (Петах-Тіква)            |
| Хапоель (Кфар-Сава) (2)       | 0:2          | Маккабі (Петах-Тіква)            |
| Маккабі (Кір’ят-Гат)          | 2:1 дч       | Хапоель (Рамат-ха-Шарон) (3)     |
| Іроні Саїд (Умм-ель-Фахм) (6) | 1:3          | Хапоель Іроні (Кір'ят-Шмона) (3) |
| Ашдод                         | 2:1          | Бней Сахнін (2)                  |
| Бейтар (Беер-Шева) (2)        | 1:2          | Хапоель (Бейт-Шеан) (2)          |
| Маккабі (Кафр-Кана) (2)       | 2:5          | Маккабі (Герцлія) (2)            |
| 23 лютого 2002                |              |                                  |
| Хапоель (Рамат-Ган) (2)       | 2:2 пен. 2:3 | Маккабі Іроні (Кір'ят-Ата) (3)   |
| Маккабі (Хайфа)               | 2:1          | Хапоель (Беер-Шева)              |
| Бней-Єгуда (2)                | 2:0          | Хапоель (Рішон-ле-Ціон)          |
| Хапоель (Кісра-Смеа) (4)      | 0:2          | Хапоель (Акко) (3)               |
| Хапоель Цафрірім (Холон) (2)  | 1:1 пен. 5:6 | Маккабі (Тель-Авів)              |
| Хапоель (Раанана) (2)         | 1:4          | Бейтар (Єрусалим)                |
| 25 березня 2002               |              |                                  |
| Хапоель (Тель-Авів)           | 5:0          | Маккабі Ахі (Назарет) (2)        |

## 1/8 фіналу
| Команда 1                      | Рахунок      | Команда 2                        |
| ------------------------------ | ------------ | -------------------------------- |
| 22 березня 2002                |              |                                  |
| Хапоель (Єрусалим) (3)         | 1:2          | Маккабі (Тель-Авів)              |
| Маккабі (Кір’ят-Гат)           | 3:3 пен. 6:5 | Маккабі (Герцлія) (2)            |
| Маккабі Іроні (Кір'ят-Ата) (3) | 1:5          | Бней-Єгуда (2)                   |
| Хапоель (Бейт-Шеан) (2)        | 1:3 дч       | Хапоель Іроні (Кір'ят-Шмона) (3) |
| 23 березня 2002                |              |                                  |
| Ашдод                          | 2:7          | Бейтар (Єрусалим)                |
| Маккабі (Хайфа)                | 5:1          | Маккабі (Нетанья)                |
| Маккабі (Петах-Тіква)          | 1:0          | Хапоель (Акко) (3)               |
| 23 квітня 2002                 |              |                                  |
| Хапоель (Петах-Тіква)          | 1:0          | Хапоель (Тель-Авів)              |

## 1/4 фіналу
| Команда 1             | Рахунок | Команда 2                        |
| --------------------- | ------- | -------------------------------- |
| 30 квітня 2002        |         |                                  |
| Бейтар (Єрусалим)     | 4:2     | Бней-Єгуда (2)                   |
| Маккабі (Тель-Авів)   | 6:0     | Хапоель Іроні (Кір'ят-Шмона) (3) |
| Маккабі (Хайфа)       | 4:0     | Маккабі (Кір’ят-Гат)             |
| Хапоель (Петах-Тіква) | 1:0     | Маккабі (Петах-Тіква)            |

## 1/2 фіналу
| Команда 1           | Рахунок | Команда 2             |
| ------------------- | ------- | --------------------- |
| 7 травня 2002       |         |                       |
| Бейтар (Єрусалим)   | 0:1     | Маккабі (Хайфа)       |
| Маккабі (Тель-Авів) | 5:1     | Хапоель (Петах-Тіква) |

## Фінал
| 21 травня 2002 |

| Маккабі (Тель-Авів)                             | 0:0      | Маккабі (Хайфа)                      |
| ----------------------------------------------- | -------- | ------------------------------------ |
|                                                 | Протокол |                                      |
|                                                 | Пенальті |                                      |
| - Тургеман - Бен Хаїм - Дего - Бен-Даян - Німні | 5:4      | - Яно - Якубу - Кейсі - Бадір - Росо |

| Стадіон «Рамат-Ган», Рамат-Ган Глядачів: 41 000 Арбітр: Дані Корен |